# Michael T. Duke
Michael Terry Duke (né le 7 décembre 1949) est un homme d'affaires américain et le PDG de Walmart entre 2009 et 2013.

## Biographie
Michael T. Duke est né le 7 décembre 1949 dans l'État de Géorgie aux États-Unis. Originaire d'une famille de fermiers de la région du comté de Fayette (Géorgie), son père était camionneur et sa mère était femme au foyer. Il a suivi ses études secondaires à la Fayette County High School (Fayetteville en Géorgie) avant de rejoindre la Georgia Institute of Technology. Il en sort diplômé avec une maîtrise en ingénierie industrielle en 1971. 
Pendant ses années universitaires, il fait partie de la fraternité Delta Sigma Phi. 
Michael T. Duke est marié, père de 3 enfants, et vit à Rogers, en Arkansas.

## Carrière
Michael T. Duke commence sa carrière en 1972 comme cadre au sein des sociétés de grande distribution Richway et The May Department Stores Company. En 1995, il rentre chez Wallmart comme vice-président senior de la distribution et de la logistique. Il devient membre du conseil d'administration du groupe Wal-Mart en 2008 avant de prendre le poste de PDG (CEO) en février 2009 où il remplace Lee Scott. À l'instar d'autres grands PDG américains, il est membre du lobby conservateur Business Roundtable. Il est aussi membre du conseil d'administration de la Retail Industry Leaders Association, de la Arvest Bank, du conseil consultatif de l'Université de l'Arkansas et de l'Académie nationale d'ingénierie des États-Unis.
En novembre 2013, Doug McMillon succède à Michael T. Duke au poste de Président-directeur général (CEO) de Wallmart,.